# Eotrechalea annulata
Eotrechalea
Genre
Espèce
Eotrechalea annulata, unique représentant du genre Eotrechalea, est une espèce fossile d'araignées aranéomorphes de la famille des Trechaleidae.

## Distribution
Cette espèce a été découverte dans de l'ambre de la mer Baltique. Elle date du Paléogène.

## Publication originale
- (en) Jörg Wunderlich, Members of the family Trechaleidae (Araneae) in Baltic and Dominican amber?, vol. 3, coll. « Beiträge zur Araneologie », 2004, 1542–1553 p..